# Christoph August Tiedge
Christoph August Tiedge, født i Gardelegen 14. december 1752, død i Dresden 8. marts 1841, var en tysk digter. 
Han studerede Jura i Halle, var en Tid
Huslærer, lærte Gleim at kende og besøgte
ham i Halberstadt 1784, opholdt sig derefter
afvekslende i Berlin og Dresden, og blev 1802
Grevinde Elisa v. d. Recke’s stadige
Rejseledsager, bl.a. i Italien, levede senere hos hende
i Dresden. Efter hendes Død 1833 fik han et
Legat, som hun havde bestemt, skulde mildne
hans Tilværelse. Han er i sine Værker
udpræget Læredigter, debuterede med Digtet
»Einsamkeit« (1792), udgav derefter »Epistlen« og
»Elegieen«, men det var dog det rationalistiske
Læredigt »Urania« (1801, 8. Opl. 1862), som
gjorde ham til en af Samtiden højt beundret
Digter. Men nu er dette, saa ofte vurderede
og i Tidens Memoirer og Breve stadig omtalte
Værk glemt. T. vandt ogsaa Popularitet med
folkelige Digte som »Dich, sanfter Jüngling, liebt
mein Herz«. Aaret efter hans Død stiftedes
»Tiedge-Stiftung« i Dresden, og gennem den er
hans Navn blevet bevaret til vore Dage.
»Werke« (8 Bind, udgivet af Eberhard, Halle
1823—29), »Leben und poetisches Nachlass« udgivet
af K. Falkenstein (1841).
- Wikimedia Commons har flere filer relateret til Christoph August Tiedge